# Участие Пруссии в Отечественной войне 1812 года

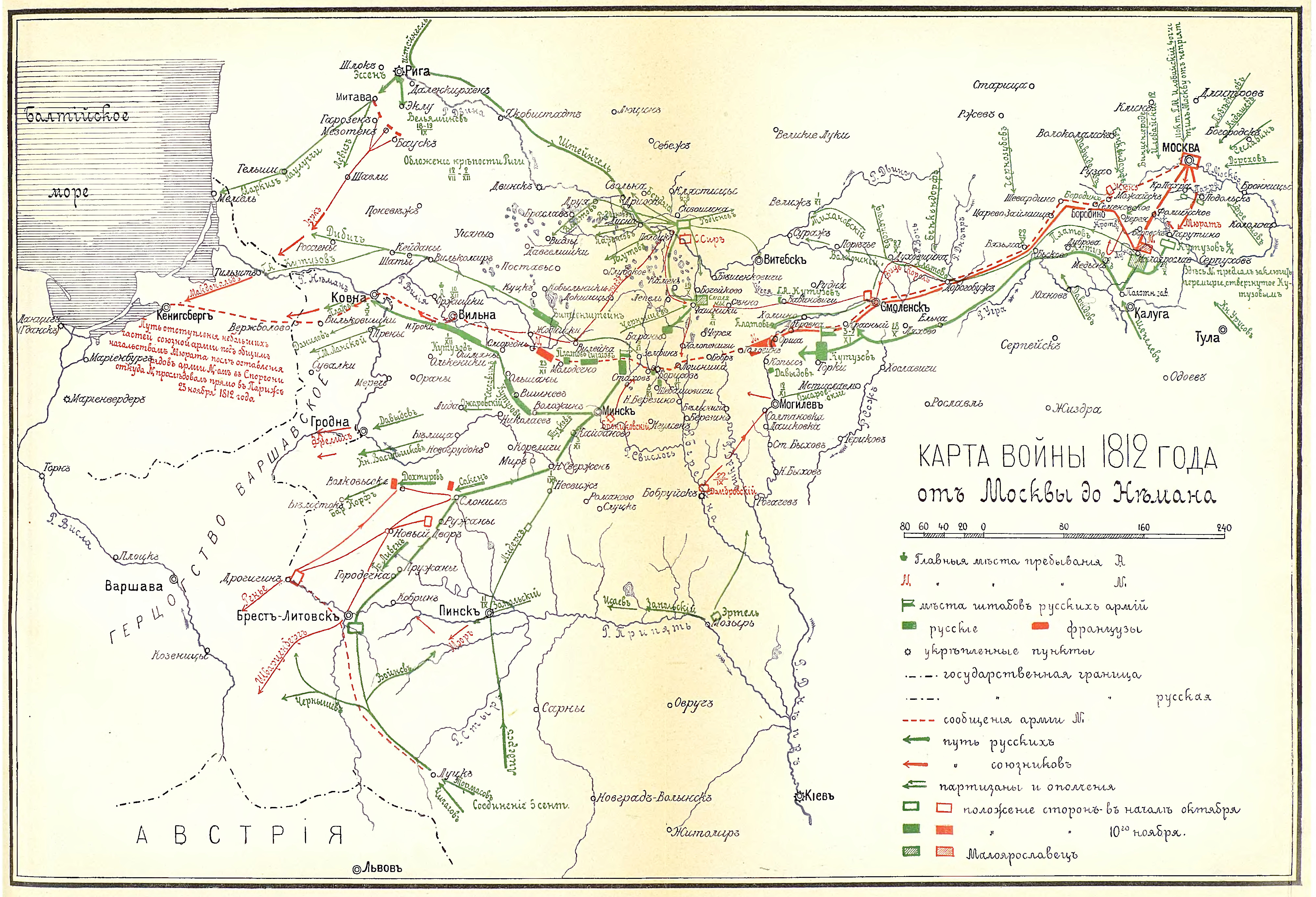
Схема действий противоборствующих сил в Отечественной войне 1812 г.

Прусская кампания 1812 года в Курляндии планировалась как фланговая защита великой армии Наполеона на пути к Москве. Пруссаки входили в состав 10-го французского армейского корпуса. Но они совсем не были готовы участвовать в этой кампании, кульминацией которой стало то, что верховный главнокомандующий генерал Йорк намеренно втянул себя в ситуацию, которая в конечном итоге позволила ему объявить прусские войска нейтральными в соответствии с Таурогенской конвенцией. В конечном итоге это привело к Калишскому договору от 28 февраля 1813 г. и участию Пруссии в освободительной войне в Германии против Франции.

## Предыстория
После поражения в войне Четвёртой коалиции королевство Пруссия была вынуждена предоставить вспомогательный корпус по Парижскому договору. Когда Наполеон решил вторгнуться в Россию, было запланировано пять точек атаки: на нижней Двине 30-тысячный корпус под командованием маршала Жака Макдональда должен был наблюдать за Рижской крепостью. На средней Дюне против корпуса Петра Витгенштейна должен был действовать 40-тысячный корпус Никола Удино, позднее усиленный 25-тысячным отрядом Лорана де Сен-Сира.
Южнее, в районе Припятских болот, корпус Жана Луи Рейнье и Карла Филиппа цу Шварценберга должен был сражаться против корпуса Александра Тормасова и молдавской армии Алексея Щербатова. Генерал Ян Домбровский с отрядом в 10 тыс. человек должен был наблюдать за Бобруйском, как и, сформировавший под Мозырем резервный корпус численностью 12 тыс. чел. генерал Гертель.
Защищенный с флангов 4-м корпусом, Наполеон хотел двинуться прямо на Москву со своей 300-тысячной армией в центре.

### Расстановка сил
Прусский корпус должен был состоять из 14 тыс. пехотинцев, 4 тыс. кавалеристов и 2 тыс. артиллеристов при 60 орудиях. Приказ о мобилизации был отдан 6 марта 1812 года. Перспектива похода на стороне французов встретила открытое сопротивление со стороны некоторых офицеров, которые потребовали и получили увольнение, после чего, среди прочего, отправились в Королевский германский легион. От каждой из шести бригад было мобилизовано по три батальона и четыре эскадрона.
Прусский вспомогательный корпус находился под командованием генерала Юлиуса фон Граверта и вместе с французской 7-й дивизией под командованием генерала Шарля Гранжана образовал 10-й армейский корпус под командованием маршала Макдональда. Два драгунских полка и 3-й гусарский полк остались в составе прусского вспомогательного корпуса, 1-й гусарский полк вошел в состав дивизии Гранжана, а 2-й гусарский полк и уланский полк были добавлены к Великой армии. Вторым командиром корпуса был назначен генерал Людвиг Йорк, кавалерией командовал генерал-лейтенант фон Массенбах. 22 июня 10-й корпус собрался в Тильзите и образовал крайнее левое крыло армии. Напротив 10-го корпуса под Ригой у русских находилось 15 тыс. человек под командованием генерала Ивана Эссена, но корпус почти полностью состоял из новобранцев и резервистов. Часть корпуса генерала Фёдора Лёвиза находилась под Митавой.

## Июнь
28 июня 1812 года 10-й корпус перешёл границу у Таурогена. В начале июля произошли стычки, и генерал Лёвиз отступил за реку Экау. 19 июля произошел бой под Экау. Генерал Граверт выступил против Митавы и переправился через Нименек возле Бауска к востоку от города. Отряд из 4-х эскадронов драгун и половины батареи под командованием полковника Фридриха фон Рёдера двинулся вперед, чтобы разогнать казачьи части. В ходе боя были взяты в плен русский офицер и 20 казаков, а севернее Экау был выделен сильный корпус. Генералу Фридриху фон Клейсту было приказано занять деревню Гросс-Эккау. 2-й драгунский полк смог захватить флаг противника, но после контратаки был вынужден снова отступить. С наступлением темноты русские отступили в сторону Риги. По мере продвижения прусская пехота столкнулась с гарнизоном замка Эккау, но сумела пробиться к Митаве.
Прусский вспомогательный корпус продолжал продвигаться к Риге, где 24 июля занял позицию. Правое крыло было сформировано полковником Генрихом Горном возле Даленкирхена на Западной Двине, другое отделение под командованием полковника Фердинанда Жаннере находилось на побережье недалеко от Шлока. Генерал Йорк в это время все ещё находился в Мемеле.

## Август
Когда 5 августа 1812 г. русские атаковали под Шлоком, пруссакам пришлось отступить. Контратака произошла 7 августа, шли бои под Вольгундом и Кливенгофом, русские отошли к Риге, и Шлок снова смог быть оккупирован. Йорк достиг Митавы 8 августа и принял верховное командование от тяжело больного Граверта.
22 августа произошла атака русских на правом прусском крыле у Даленкирхена и Олаи и одновременно на левом крыле у Шлока и Санкт-Аннена. На правом фланге полковник Горн был застигнут врасплох и после некоторого сопротивления отступил. В конце концов, пруссакам удалось остановить атаки, но Даленкирхен был оставлен, поскольку его было невозможно защитить.

## Сентябрь
23 сентября 1812 года 10,5 тыс. человек во главе с генералом Фаддем Штейнгелем из Финляндии достигли Рижской крепости с задачей обезвредить прусский корпус. Уже 26 сентября произошла атака на правое крыло, где располагались осадные орудия, но она была отбита. Учитывая превосходящие силы, Йорк решил отступить. При переправе через Эккау корпус Массенбаха попал под обстрел и потерял 200 человек убитыми и ранеными. Затем он переместился на бивак недалеко от Бауска.
28-го числа Йорк ушёл из Бауска и Митавы. Полковник Фридриха Хюнербейна и его бригада были выведены из Фридрихштадта, однако вскоре прибыло подкрепление под командованием генерала Клейста в виде трех батальонов и половины батареи. Генерал Йорк воспользовался этим, чтобы начать контратаку. Ближе к вечеру 29 сентября пруссаки переправились через реку Лиелупе Аа возле Мезоттена и Грефенталя и после ожесточенных боев русские отступили.
30-го числа полковник Жаннере встретил русский арьергард. После тяжелых боев русским пришлось отступить с потерями. Успех сделал непригодными позиции русских в Саллгаллене, которые теперь занимал генерал Клейст. Как только Йорк оценил ситуацию, авангард под командованием Жаннере 1 октября атаковал Гаросс, но основные силы двинулись против Митавы. Авангарду под командованием подполковника Георга Валена-Юргасса сначала удалось застать врасплох вражескую кавалерию и отбросить её через Гаросс. У моста вражеская пехота заняла Гароссенкруг и несколько ферм, создав угрозу пруссакаму. И только когда прибыли основные силы под командованием Хюнербайна, пехоту удалось переправить через Гаросс. Тем временем русские эвакуировали Митаву, а Жаннере нашел лишь арьергард, пока основные силы отступали в Ригу

## Октябрь-ноябрь
Тем временем Макдональд прибыл на поддержку с частями 7-й дивизии, но достиг Митавы только 6 октября. Маршал не согласился с позицией Йорка и приказал занять более обширную позицию. Русские используют это для стычек и небольших атак. Макдональду пришлось следовать тактике Йорка и снова собрать войска вместе. Новый российский губернатор Филипп Паулуччи и Йорк уже тайно контактировали друг с другом в октябре. 11 ноября у Экау появился французский генерал Жильбер Башелю, а 14 ноября явился маршал Макдональд с приказом на следующий день предпринять наступление на Ригу. Произошли мелкие стычки, и Даленкирхен был оккупирован. Поскольку войска противника были многочисленны, 18 ноября они вернулись в Томосу и 21 ноября достигли Экау.
С середины ноября сильные холода поставили пруссаков и особенно саксонцев в затруднительное положение, поскольку их одежда была изношена и её нельзя было заменить. В конце ноября в войска поступила партия из 3,5 тыс. меховых пальто, чтобы позволило улучшить ситуацию. 26 ноября Паулуччи попросил у Зарена разрешения на переговоры.

## Декабрь
В начале декабря в войска дошла весть об отходе великой армии. Макдональд получил приказ отойти через Мемель вместе с 10-м корпусом. Основные силы его кавалерии составили авангард, затем Гранжан, затем Массенбах и, наконец, Йорк должны были отойти. 5 декабря генерал Йорк послал в Берлин своего адъютанта Флориана фон Зейдлица с докладом о ситуации.
Тем временем у Кутузова был план оттеснить Макдональда к Балтийскому морю. Из Риги последовал корпус численностью около 9 тыс. человек, а отряд двинулся в сторону Мемеля. 22 декабря Кутузов занял Вильно и послал вперед генерала Ивана Дибича с 1,2 тыс. лошадьми, 120 людьми и половиной кавалерийской батареи. Он встретился с Йорком, который уже вел переговоры с губернатором Паулуччи. Йорк воспользовался возможностью и заключил с Дибичем Таурогенскую конвенцию. Прусская кавалерия все ещё находилась на стороне Макдональда, отступившего к Тильзиту. 26 декабря генерал Жильбер Башелю встретился с русским генералом Властавым возле Пиктупонена. В этом последнем бою 3 эскадронам драгун и 2 эскадронам гусар под командованием подполковника фон Трескова удалось захватить батальон и захватить пушку. 30 декабря 1812 г. была заключена Таурогенская конвенция, нейтрализовавшая прусский корпус.